# Péruwelz
Péruwelz este un oraș francofon din regiunea Valonia din Belgia. La 1 ianuarie 2008 comuna Péruwelz avea o populație totală de 16.941 locuitori.

## Geografie
Comuna actuală Péruwelz a fost formată în urma unei reorganizări teritoriale în anul 1977, prin înglobarea într-o singură entitate a zece comune învecinate. Suprafața totală a comunei este de 60,56 km². Comuna este subdivizată în secțiuni, ce corespund aproximativ cu fostele comune de dinainte de 1977. Acestea sunt:
| - I. Péruwelz - II. Bon-Secours - III. Roucourt - IV. Bury - V. Braffe - VI. Baugnies - XIV. Ponange - VII. Wasmes-Audemez-Briffœil - XI. Briffœil - XII. Audemez - VIII. Brasménil - IX. Wiers - XIII. Ringies - X. Callenelle |

Localitățile limitrofe sunt:
| În Belgia: | În Franța:                                                                      |
| - Comuna Antoing: - a. Maubray - Comuna Tournai: - b. Vezon - c. Barry - Comuna Leuze-en-Hainaut: - d. Pipaix - e. Willaupuis - f. Tourpes - Comuna Belœil: - g. Thumaide - h. Basècles - Comuna Bernissart: - i. Blaton - j. Bernissart | - k. Condé-sur-l'Escaut - l. Vieux-Condé - m. Hergnies - n. Flines-lès-Mortagne |

## Localități înfrățite
- Franța: Paray-Vieille-Poste;
- Franța: Jaunay-Clan;
- Franța: Revest-du-Bion;
- Statele Unite ale Americii: Brewton.

1. ↑  Crossroad Bank of Enterprises, accesat în 7 august 2023